# Majd’ megdöglik érte
A Majd' megdöglik érte (eredeti cím: To Die For) 1995-ben bemutatott amerikai szatirikus fekete komédia, amelyet Gus Van Sant rendezett. A forgatókönyvet Buck Henry írta, Joyce Maynard To Die For című regénye alapján, amelyet Pamela Smart története ihletett. A főbb szerepekben Nicole Kidman, Joaquin Phoenix és Matt Dillon látható.

## Cselekmény
|  | Alább a cselekmény részletei következnek! |

A New Hampshire államban lévő Little Hope kitalált városában Suzanne Stone egy ambiciózus fiatal nő, aki mindig is megszállottan vágyott arra, hogy a televízióban szerepeljen, és világhírű újságíró legyen. Összejön Larry Marettóval, egy olasz-amerikai férfival, és hamarosan összeházasodnak. A családjaik közötti ellentétek ellenére látszólag boldogan élnek, és Larry megígéri, hogy támogatni fogja a lány karrierjét. A lány a családi éttermi vállalkozását használja fel, hogy anyagilag stabilan tartsa magát, és asszisztensi állást vállal egy helyi kábelcsatornánál. Később előléptetik, és a csatorna esti időjárás-jelentését készíti.
Suzanne elmegy egy helyi középiskolába, hogy alanyokat toborozzon a dokumentumfilmjéhez, amely a tinédzserek problémáival foglalkozik. Azonnal magához vonz két bűnözőt, Jimmy Emmettet és Russel Hines-t, és összebarátkozik Lydia Mertz-szel, a félénk és bizonytalan lánnyal, aki csodálja Suzanne-t. Larry nyomást kezd gyakorolni Suzanne-ra, hogy hagyja fel a karrierjét, és inkább segítsen az étteremben, és alapítson vele családot. Ahogy a férfi egyre kitartóbbá válik, Suzanne úgy tekint rá, mint aki akadályozza vágyott jövőjét, és azonnal gyilkossági terveket sző. Elcsábítja Jimmyt, és meggyőzi őt Larry meggyilkolásáról azzal, hogy hamisan állítja, hogy bántalmazta, és megígéri, hogy Larry halála után közös jövőjük lesz Kaliforniában. Lydiát is manipulálja, hogy fegyvert szerezzen. Egyik este, miközben Suzanne az esti időjárás-jelentést mondja, Jimmy és Russell betörnek Marettóék lakására, és Jimmy agyonlövi Larry-t.
Bár Larry halálát egy elfuserált betörésnek állítják be, a rendőrség rábukkan az iskolájukban Suzanne dokumentumfilmjének kazettáira, amely Jimmyvel való szexuális kapcsolatára utal. A tinédzsereket letartóztatják, és kapcsolatba hozzák őket a gyilkossággal. Lydia alkut köt a rendőrséggel, hogy bedrótozva lebuktatja Suzanne-t. Suzanne azonban e terhelő bizonyíték ellenére azzal érvel, hogy a rendőrség csapdába csalta, és óvadék ellenében szabadon engedik. A Suzanne ellen felhozott összes vádat ejtik.
A média reflektorfényben sütkérezve azonban Suzanne kitalál egy történetet arról, hogy Larry kokainfüggő volt, akit Jimmy és Russell, az állítólagos drogdílerek meggyilkoltak. Jimmyt és Russellt életfogytiglani börtönbüntetésre ítélik, míg Lydia feltételesen szabadlábra kerül Eközben Larry apja, Joe rájön, hogy Suzanne áll a fia halála mögött, és maffiakapcsolatait felhasználva megöleti a nőt. Egy bérgyilkos egy filmstúdió vezetőjének adva ki magát elcsalja Suzanne-t otthonról, megöli, és a holttestét egy befagyott tó alá rejti.
Lydia egy televíziós interjúban elmondja a történetét, és országos figyelmet kap, hírességgé válik. Janice, Larry húga, aki mindig is gyűlölte Suzanne-t, a befagyott tavon, ahol Suzanne holtteste van, gyakorolja a műkorcsolyázást.
|  | Itt a vége a cselekmény részletezésének! |

## Szereplők
| Szerep                | Színész         | Magyar hang        |
| --------------------- | --------------- | ------------------ |
| Suzanne Stone Maretto | Nicole Kidman   | Kisfalvi Krisztina |
| Larry Maretto         | Matt Dillon     | Selmeczi Roland    |
| Jimmy Emmett          | Joaquin Phoenix | Stohl András       |
| Russel Hines          | Casey Affleck   | Bartucz Attila     |
| Lydia Mertz           | Alison Folland  | Zsigmond Tamara    |
| Joe Maretto           | Dan Hedaya      | Kristóf Tibor      |
| Ed Grant              | Wayne Knight    | Gesztesi Károly    |
| Earl Stone            | Kurtwood Smith  | Papp János         |
| Angela Maretto        | Maria Tucci     | Bessenyei Emma     |
| Mr. H. Finlaysson     | Buck Henry      | Gruber Hugó        |
| Ben DeLuca            | Michael Rispoli |                    |
| Janice Maretto        | Illeana Douglas |                    |

## Forgatás
A filmet és az alapjául szolgáló regényt is azok a tények ihlették, amelyek Pamela Smart, egy iskolai médiaszolgáltatási koordinátor tárgyalása során derültek ki, akit azért börtönöztek be, mert elcsábított egy 16 éves diákot, és meggyőzte őt, hogy ölje meg a férjét..
Suzanne Stone szerepét eredetileg Meg Ryannek ajánlották fel, aki visszautasította a szerepet és a felajánlott 5 millió dolláros fizetést. Nicole Kidman kapta meg a szerepet és ő 2 millió dollárt kapott.
A középiskolai jeleneteket 1994-ben forgatták a King City Secondary Schoolban, az Ontario állambeli King Cityben, és az iskola néhány valódi diákját statisztaként szerepeltették. A forgatás 1994. április 11. és 1994 június 22. között zajlott.
A filmben George Segal, David Cronenberg, és a regény szerzője Joyce Maynard is vállalt cameoszerepet.

## Fogadtatás

### Kritikai visszhang
A filmet versenyen kívül mutatták be az 1995-ös cannes-i filmfesztiválon. A kritikusok nagyon kedvezően fogadták, különösen Nicole Kidman alakítását dicsérték. A Rotten Tomatoes-on 61 kritika alapján 89%-os értékelést kapott, 61 kritikusból 54 pozitívan, hét kritikus negatívan ítélte meg a filmet.

### Bevételi adatok
A film 21 millió dolláros bevételt hozott az Egyesült Államokban és Kanadában, világszerte pedig 41 millió dollárt. A széleskörű bemutató 1995. október 6-án volt, a hétvégi bevétele a negyedik helyre volt elég, a harmadik hete műsoron lévő Hetedik, a debütáló Bérgyilkosok és a Halott Pénz című filmek mögött.

### Díjak, jelölések
BAFTA-díj
| Átadás éve | Kategória              | Díjazott      | Eredmény |
| ---------- | ---------------------- | ------------- | -------- |
| 1996       | Legjobb női főszereplő | Nicole Kidman | Jelölve  |

Golden Globe-díj
| Átadás éve | Kategória                                          | Díjazott      | Eredmény |
| ---------- | -------------------------------------------------- | ------------- | -------- |
| 1996       | Legjobb női főszereplő – filmmusical vagy vígjáték | Nicole Kidman | Elnyerte |

Szaturnusz-díj
| Átadás éve | Kategória                  | Díjazott        | Eredmény |
| ---------- | -------------------------- | --------------- | -------- |
| 1996       | Legjobb női főszereplő     | Nicole Kidman   | Jelölve  |
| 1996       | Legjobb női mellékszereplő | Illeana Douglas | Jelölve  |

## Fordítás
- Ez a szócikk részben vagy egészben  a   To Die For című angol Wikipédia-szócikk fordításán alapul.  Az eredeti cikk szerkesztőit annak laptörténete sorolja fel. Ez a jelzés csupán a megfogalmazás eredetét és a szerzői jogokat jelzi, nem szolgál a cikkben szereplő információk forrásmegjelöléseként.